# Åke Lagerborg
Sven Åke Lagerborg, född 5 oktober 1927 i Stockholm, död 3 mars 2020 i Örnsköldsvik, var en svensk skulptör.
Åke Lagerborg utbildade sig på ABF skulpturskola, för Ture Johansson och Arne Jones 1954–1956  och för Luciano Minguzzi   på Accademia di belle Arti di Brera i Milano 1963.

## Offentliga verk i urval
- Cu cirkules, svavelbehandlad koppar och aluminium, 1966, fasaden till Storgatan 30 i Sundsvall
- Skivspel, aluminium, 1979, vid södra infarten till Ängö, Kalmar
- Inbrytning, stål, Portholmsgången/Idholmsvägen 101, Skärholmen i Stockholm
- Delarna och helheten, cortenstål och rostfritt stål, 1997, Umeå
- Festen kan börja, 1985, Björknäsparken i Boden
- För vinden, 1985, Björknäsparken i Boden
- Ljuspunkten, 2010, torget i Bollstabruk
- Högt spel i Husum, 2010, resecentrum i Husum, tidigare Högt spel i Boden och flyttad från Ing 3 i Boden[1]

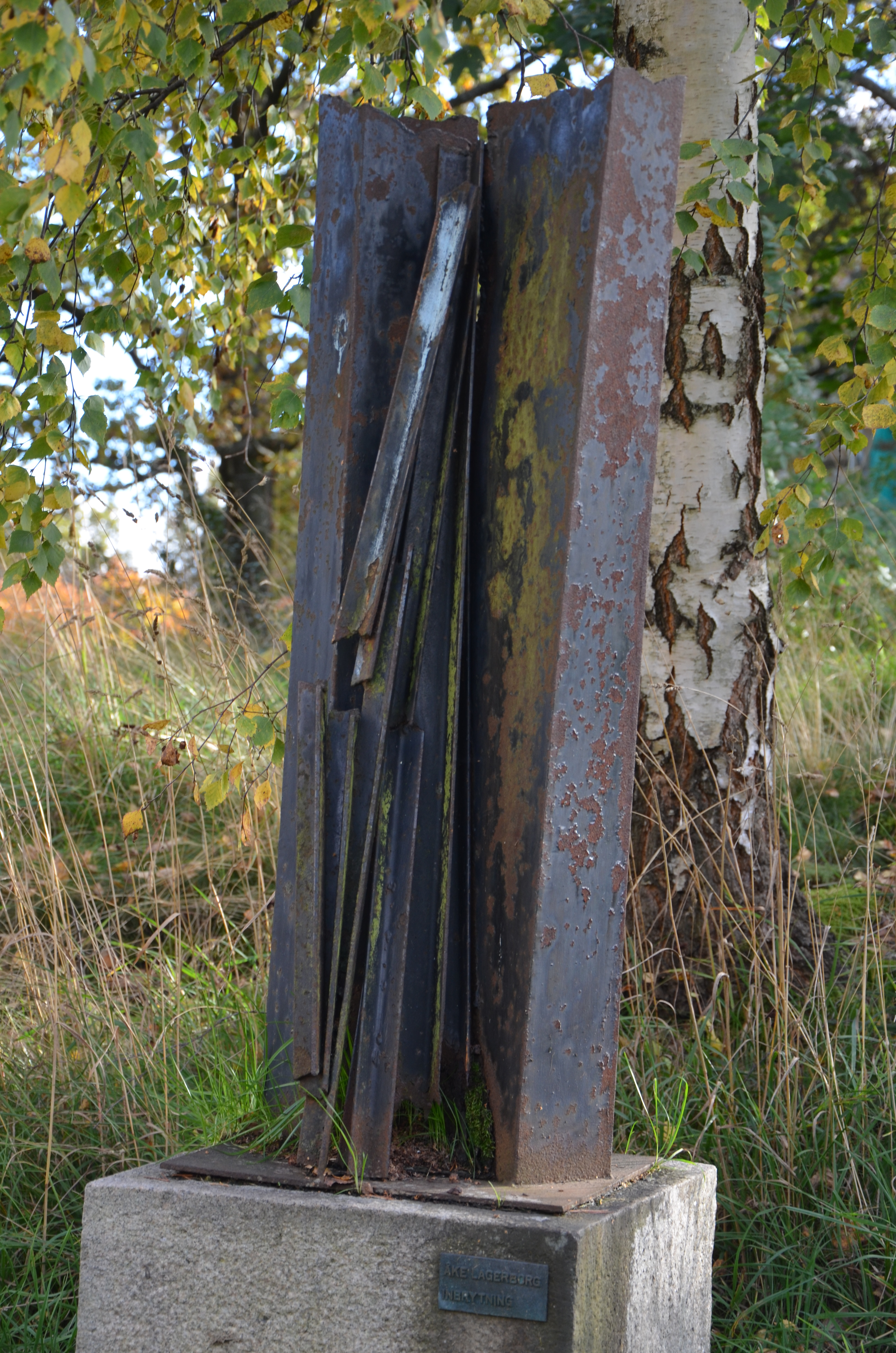
Inbrytning, Skärholmen i Stockholm
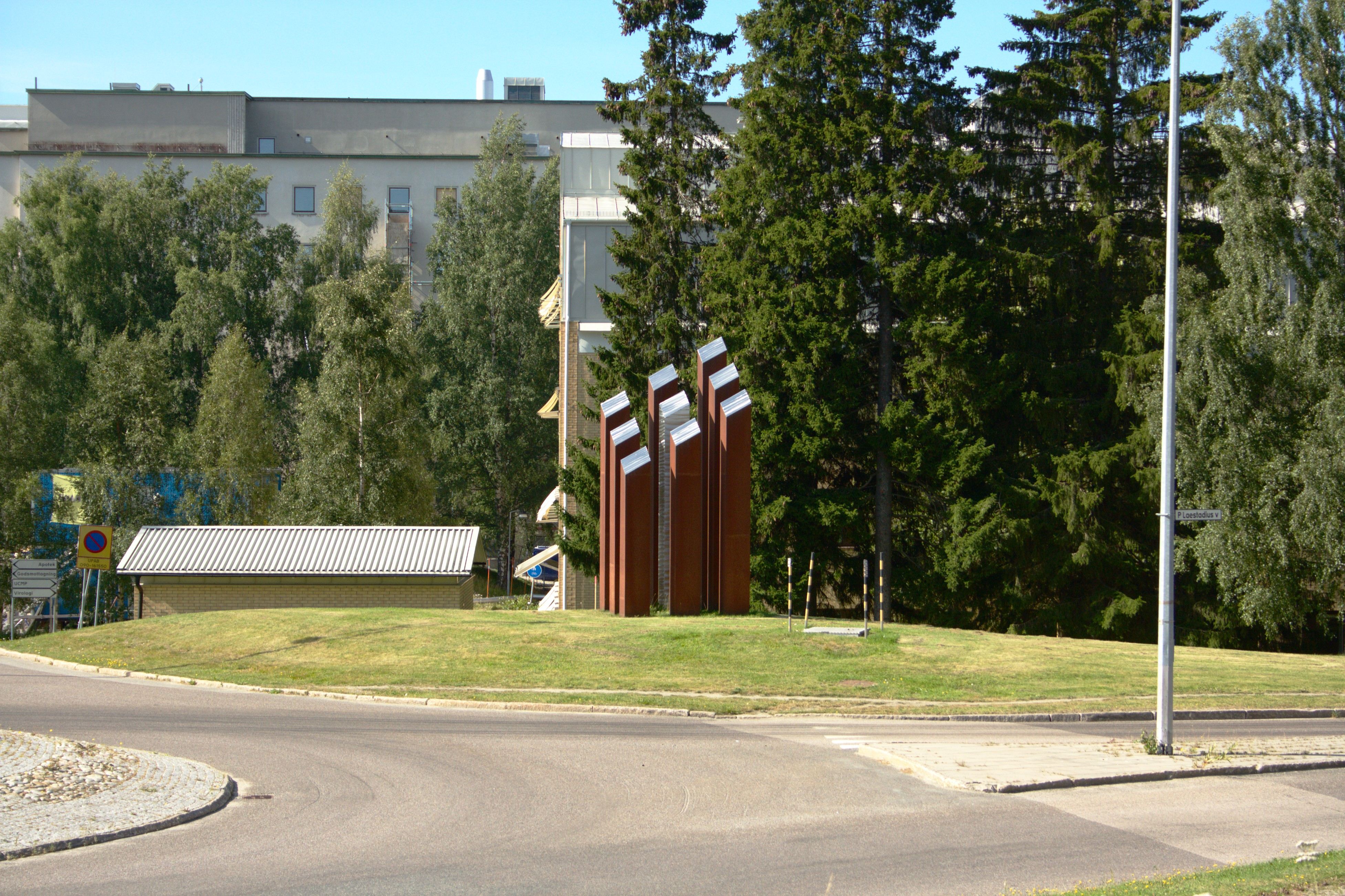
Delarna och helheten, Sjukhusområdet i Umeå